# Iltjan Nika
Iltjan Nika (Pukë, 23 maart 1995) is een Albanees voormalig wielrenner.

## Carrière
Op de wegwedstrijd voor junioren op het wereldkampioenschap in 2013 werd Nika derde, waarmee hij de eerste Albanees werd die een medaille op het wereldkampioenschap won.
In zowel 2014 als 2017 werd Nika nationaal kampioen tijdrijden bij de eliterenners.

## Overwinningen
2013
 Albanees kampioen tijdrijden, Junioren
 Albanees kampioen op de weg, Junioren
2014
 Albanees kampioen tijdrijden, Elite
2015
 Albanees kampioen tijdrijden, Beloften
 Albanees kampioen op de weg, Beloften
2017
 Albanees kampioen tijdrijden, Elite

## Ploegen
- 2015 –  D'Amico Bottecchia
- 2016 –  D'Amico Bottecchia
- 2018 –  Amore & Vita-Prodir
- 2019 –  Amore & Vita-Prodir

Banushi · Bernardinetti · Bogdanovičs · Ficara · Freuler · Gabburo · Grembi · Nika · Stüssi · Al. Sufa · Ar. Sufa · Trosino · Yustre · Zullo